# あっとほーむ
『あっとほーむ』は、TBS系列の「愛の劇場」枠で放送された昼ドラマ。
2000年3月20日から6月9日の12週間にわたって全60話放送された。

## あらすじ
葵と慎吾の結婚生活の話。葵が慎吾と出会い、慎吾の方から愛の告白をされる。葵も慎吾のことが好きであったため、二人は付き合い始め、やがて結婚する。結婚生活のはじめの頃は慎吾の収入が少なかったため、生活に苦労する。結婚5年目にして娘が産まれる。娘が幼稚園生の時、慎吾は札幌に転勤となり単身赴任し、遠距離恋愛が始まる。

## 出演
- 岩崎葵（旧姓；森下） - 尾上紫
- 岩崎慎吾 - 谷原章介
- 岩崎花梨（葵と慎吾の娘） - 稲垣のぞみ→西沢美優
- 森下治（葵の父） - 石橋正次
- 森下百合子（葵の母） - 根岸季衣
- 森下薫（葵の弟） - 横塚進之介
- 岩崎英吾（慎吾の父） - 平泉成
- 岩崎みどり（慎吾の母） - あべ静江
- 奈々子（慎吾の大学時代の恋人） - 杉山亜矢子
- 山口亮子（薫のガールフレンド） - 永田めぐみ（現・早良めぐみ）
- 浅沼（葵の元上司）：黒田アーサー
- 大久保崇（慎吾の幼なじみ・岩崎家の向かいの家の人） - 池田政典
- 大久保富士子（崇の母） - 田島令子
- 大久保早苗（崇の妻） - 伊藤美紀
- 遠山あずさ - 栗田よう子
- 芹沢真澄 - 小林麻子
- 相馬拓也（慎吾の同僚） - 板尾創路
- 渡辺祐介（慎吾の後輩） - 音丸英樹
- 早瀬美佳子（葵の親友） - 草野由記子
- 芳江（真澄の夫の母） - 佐々木すみ江
- 榊龍太郎（あずさの恋人） - 京晋佑
- 和馬 - 藤原義大

## スタッフ
- 脚本 - 中谷まゆみ
- 演出 - 唐木希浩、岡島明、白根敬造、里内英司

## 主題歌
- 「at Home」

作詞：小椋佳／作曲：松尾清憲／編曲：鳥山雄司／歌：Voice of DREAM 2000（鈴木康博、小比類巻かほる、山本達彦、沢田聖子、五十嵐浩晃、椎名恵、池田聡、山崎ハコ、三浦和人、庄野真代、細坪基佳）